# Kézisúlyzó

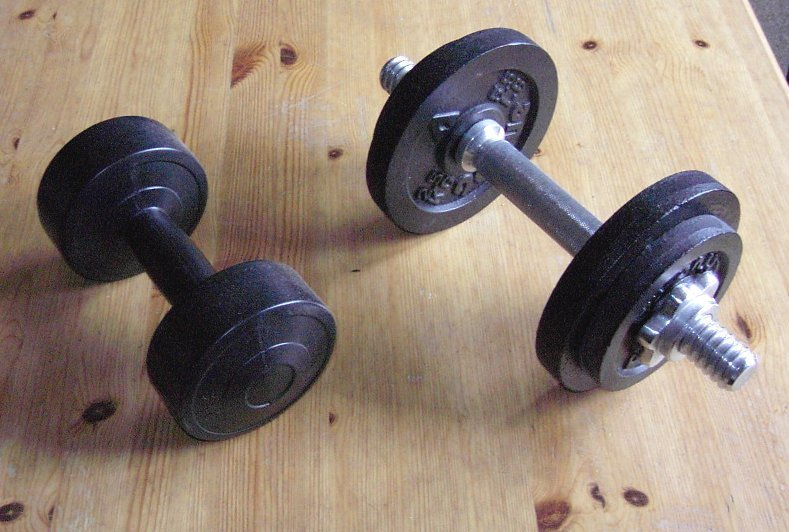
Balra: fix egykezes súlyzó; jobbra: egykezes menetes rúd, melyre többféle tömegű súlytárcsa kerülhet

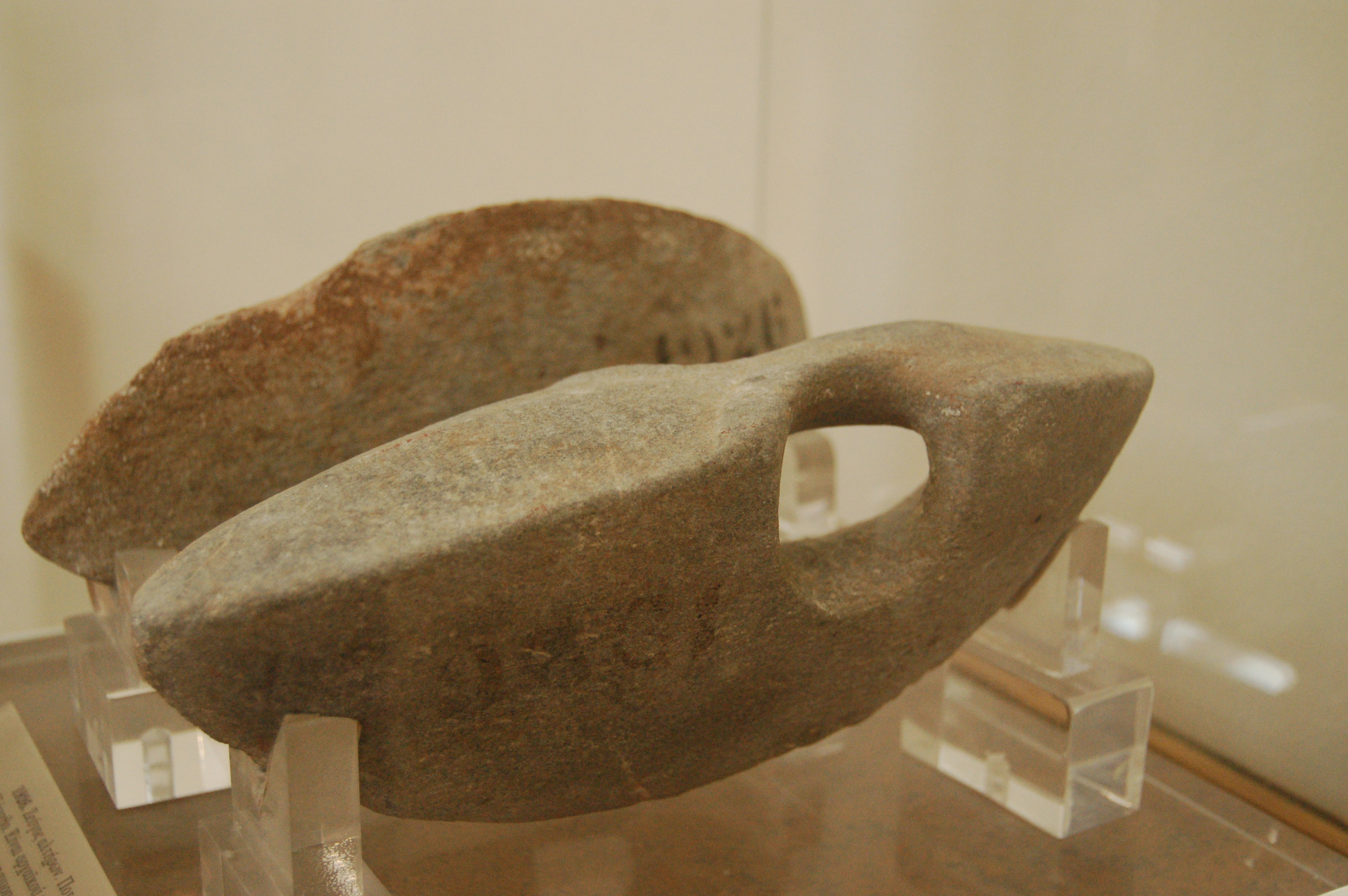
Az ókori görögök által használt halterek

A kézisúlyzó a súlyzós edzés során használt súlyzók egyik fajtája, a kétkezes súlyzórudakkal ellentétben egy kézzel használatosak.

## Története

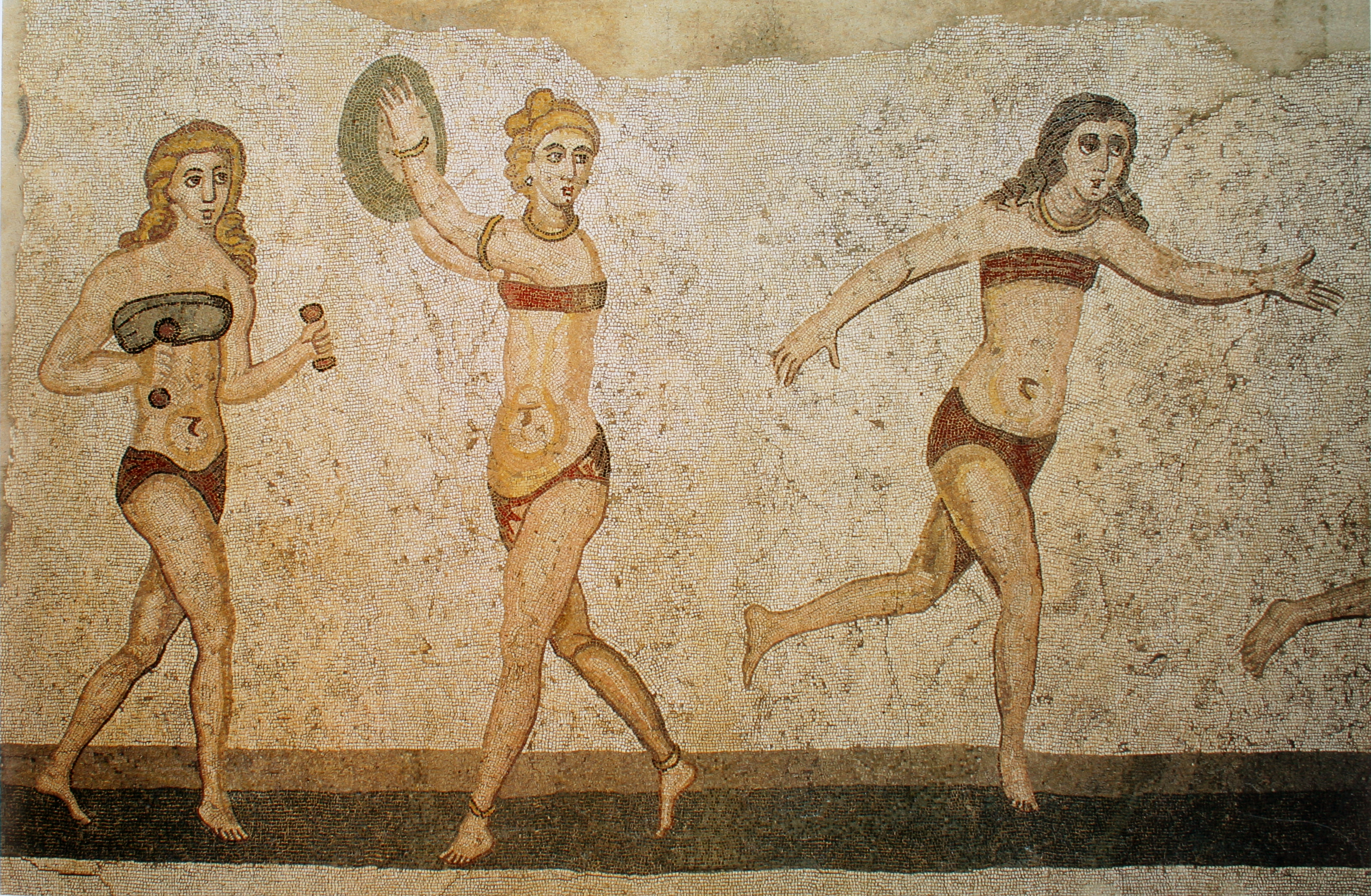
Római nők sportolás közben, halterrel; Villa Romana del Casale, Szicília, 4. század

Tradicionálisan az ókori görögöknek tulajdonítják a kézisúlyzó elődjének feltalálását. A haltert (ἁλτῆρες, altiresz) használták súlyemeléshez és távolugráskor is, de korai írások szerint izomerősítésre is használták őket, a mai súlyzós gyakorlatokhoz nagyon hasonló módon. Pauszaniasz Periégétész a haltert kerekded, de nem teljesen kerek, inkább hosszúkás alakú eszköznek írta le, melynek nyílásába úgy helyezték az ujjakat, mint egy pajzs fogantyújába. Ólomreszelékkel tették őket még nehezebbé. A Római Birodalomból fennmaradt mozaikok tanúsága szerint nők is edzettek kézisúlyzókkal. 
A középkorban Thomas Elyot igyekezett felhívni a figyelmet a testedzés hasznosságára és visszanyúlt a görög és római halter használatához. Az egyik legfontosabb, testgyakorlással kapcsolatos kiadvány Girolamo Mercuriale De arte gymnastica (A testgyakorlás művészetéről) című munkája 1569-ből, melyben többek között a medicinlabda elődjét és kézisúlyzós gyakorlatokat is javasolt az egészség megőrzése érdekében. A későbbi évszázadokban a súlyzós edzés egyre népszerűbbé vált. Még Benjamin Franklin levelei is arról tanúskodnak, hogy súlyzós edzésekkel tartotta magát karban, kézisúlyzókat használt. A 19. században már elterjedtnek számított a kézisúlyzók és a súlyzórudak használata. A német származású Charles Beck 1828-as A Treatise on Gymnastics című könyvében 17 kézisúlyzós gyakorlatot ír le, és azzal kezdi a leírásukat, hogy „ezek [a súlyzók] túl ismertek ahhoz, hogy különösebb bemutatást igényeljenek.” 1901-ben Theodore Siebert megnyitotta Németország első testgyakorló edzőtermét, ahol kézisúlyzókat és súlyzórudakat használtak. Eugene Sandow, akit a modern testépítés atyjaként tartanak számon, az 1900-as évek elején már saját gyártmányú kézisúlyzóit reklámozta.
Indiában egy bunkósbothoz hasonló eszközzel edzettek már ezer évvel ezelőtt is.

## Típusai

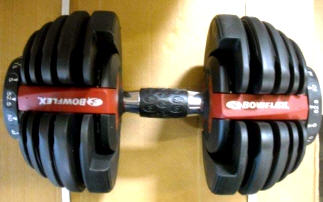
Selectorized dumbbells

A 17. századra kialakult a kézisúlyzók ismert formája, amely egy rövid rúd, két végén egyenlő súllyal.
- Állítható kézisúlyzó: egy fém rúdból áll, melynek két oldalára tetszőleges tömegű súlytárcsa erősíthető. A rúd általában menetes, melyre csavarral rögzítik a tárcsákat, vagy sima, ilyenkor a tárcsákat szorítógyűrű segítségével rögzítik.[13]
  - Selectorized dumbbells: az állítható kézisúlyzók újabb fajtái; az egyik típus a súlyok váltását egy tárcsázó tekerésével teszi lehetővé, így nem kell lecsavarni és leszedni, majd feltenni a tárcsákat; a másik típus egy mágneses pecek segítségével teszi állíthatóvá a súlyok váltását, hasonlóképpen a kábeles súlyállványokon („csiga” vagy „edzőtorony”) használt módszerhez.[14]
- Fix kézisúlyzó: ezek a súlyzók állandó súlyúak, készülhetnek öntöttvasból, sokszor gumírozott borítással; illetve műanyagból, ilyenkor a súlyt homok- vagy betontöltet adja.

Különleges típusok
- Thomas Inch-súlyzó, avagy „172”: 6 cm átmérőjű fogantyú, tömege 78 kg[15]
- Millennium-súlyzó: 6 cm átmérőjű fogantyú, tömege 103 kg[16]
- Cirkuszi súlyzó (circus dumbbell, CDB): az utazó cirkuszok erőművészeinek súlyzói alapján kialakított, látványos méretű, eltúlzott végű, széles fogású súlyzó[17]